# بخش مرکزی شهرستان قلعه‌گنج
بخش مرکزی، یکی از بخش‌های شهرستان قلعه‌گنج در استان کرمان ایران است. مرکز این بخش، شهر قلعه‌گنج است.

## تقسیمات کشوری
- بخش مرکزی شهرستان قلعه‌گنج
  - دهستان قلعه‌گنج
  - دهستان دولاب

شهر: قلعه‌گنج

## جمعیت
بر پایه سرشماری عمومی نفوس و مسکن در سال ۱۳۹۵، جمعیت بخش مرکزی شهرستان قلعه‌گنج برابر با ۲۹٬۹۲۰ نفر بوده‌است.